# 柯利·蓝波
厄尔·路易斯·柯利·蓝波（英語：Earl Louis "Curly" Lambeau；1898年4月9日—1965年6月1日），美国职业美式橄榄球运动员和教练。1919年，蓝波和他的好友乔治·惠特尼·卡尔霍恩一起创建了绿湾包装工队并担任球队的首任队长，并从1920年开始兼任教练一职。球员时代，蓝波主要出任半卫，同时也是球队最主要的跑球手和传球手，生涯77场比赛共完成35次达阵，其中传球达阵24次，跑球达阵8次，接球达阵3次。他在1929年唯一一次以球员身份赢得了NFL总冠军。
1920年到1949年，蓝波担任包装工队的主教练兼总经理，几乎完全掌控了球队的日常运作。他带领球队获得了超过200场胜利和六次总冠军，包括1929年至1931年的三连冠。在获得NFL总冠军次数最多的教练中，他与芝加哥熊的乔治·哈拉斯和后来新英格兰爱国者的比尔·贝利奇克并列排在历史第一。蓝波治下有多名球员入选了职业美式足球名人堂，包括四分卫阿尔尼·赫伯和接球手唐·哈森。在与绿湾包装工董事会闹翻后，蓝波离开了包装工，并先后在芝加哥红雀和华盛顿红皮各执教两个赛季，并于1953年退休。
蓝波的成就得到了广泛的认可和赞誉。他曾作为联盟早期最出色的半卫入选NFL1920年代最佳阵容，并在1963年入选了职业美式足球名人堂。1965年，蓝波在威斯康星州斯特金贝逝世。在他逝世两个月后，绿湾包装工的主场更名为蓝波球场，以示对他的纪念。1970年，蓝波入选绿湾包装工名人堂，以表彰他作为绿湾包装工创始人、球员和教练所付出的贡献。

## 生平

### 早年经历
柯利·蓝波于1898年4月9日出生在威斯康星州绿湾的一个比利时后裔家庭。蓝波在绿湾东区高中就读时就展露出了惊人的运动天赋。当时《绿湾新闻报》的体育记者乔治·惠特尼·卡尔霍恩就撰文称，正在威斯康星大学橄榄球队试训的蓝波是“有史以来从高中毕业的最优秀的橄榄球运动员之一”。
但蓝波最终没有进入威斯康星大学，而是在他父亲的建筑公司内工作，并短暂地加入过几家当地的橄榄球队。1918年，蓝波进入圣母大学就读，并在传奇大学橄榄球教练克努特·洛克内带领下入选了圣母大学爱尔兰战士橄榄球队。然而，他因严重的扁桃体炎而不得不错过1919年的春季学期。痊愈后，蓝波没有回到圣母大学，而是在一家包装公司担任物流员工，月薪250美元。

### 创立绿湾包装工

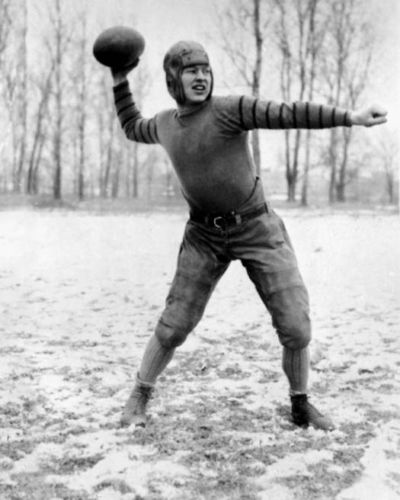
比赛中的蓝波（摄于1919年）

1919年8月11日，蓝波和乔治·惠特尼·卡尔霍恩在包装公司出资500美元购买队服之后成立了绿湾包装工队。当年秋天，蓝波和卡尔霍恩聘请了绿湾西区高中的前教练威拉德·“大比尔”·瑞安担任球队教练。据传，“绿湾包装工”的名字是蓝波的女友阿格尼丝·艾尔沃德在一场球赛后提出的，柯利原本打算把球队命名为“绿湾印第安人队”，以感谢印第安包装公司为球队赞助队服的行为，而阿格尼丝立刻说道：“那为什么不直接叫‘绿湾包装工’队呢？”后来球队的冠名权被出售给了ACME包装公司，“绿湾包装工”的队名得以确定并延续至今。包装工队最开始只与威斯康星州和密歇根上半岛的球队比赛，而球队在1919年和1920年所取得的成功促使其在1921年就加入了当时的美国职业橄榄球协会（NFL的前身）。

### 球员生涯
蓝波最开始就担任绿湾包装工的队长。他为包装工效力了10个赛季，并一直是球队最主要的跑球手和传球手。蓝波在效力的77场比赛中共取得24次传球达阵，8次冲球达阵和3次接球达阵。蓝波偶尔还会担任球队的踢球手，总共为球队踢进了6记任意球和20记附加分。蓝波是绿湾包装工队史第一名传球者、第一名传球达阵者，同时也是第一名命中任意球的球员。1929年，蓝波唯一一次以球员兼教练的身份赢得NFL冠军，并在赛季结束后退役。

### 执教生涯

#### 绿湾包装工
威拉德·瑞安仅执教了一个赛季就离开了包装工队，蓝波从队史第二个赛季开始成为了球员兼教练。但实际上，在球队的第一个赛季，蓝波作为球队队长，承担了许多主教练的职责。由于早期的职业橄榄球比赛中，主教练禁止在比赛中与球员进行交谈，因此蓝波实际上是场上的领袖兼战术指挥。此外，蓝波还负责签约球员、管理训练。出于这些原因，包装工队认为蓝波是球队的第一任主教练。
1921年，蓝波带领球队加入了美国职业橄榄球协会，后者在1922年更名为“NFL”。在加入NFL之前，绿湾包装工在1919年和1920年取得了19胜2负1平的总战绩。在蓝波的带领下，包装工在NFL中赢得了六次冠军（1929年、1930年、1931年、1936年、1939年和1944年）。他在NFL的总战绩是212胜21平106负（胜率65.6%）。包装工在20世纪30年代迎来了最成功的的时期，四分卫阿尔尼·赫伯和接球手唐·哈森的加盟开创了传球战术，这使得包装工在整个20世纪30年代都在与对手的竞争中占据了优势。
1946年，蓝波购买了普雷蒙特利会的前疗养地洛克伍德山庄，这是职业橄榄球历史上第一个独立的训练设施。这次购买在包装工董事会中引起了巨大的争议，许多董事会成员对32,000的购买价格和8,000美元的装修费用表示反对。一些球员也因为这块训练场糟糕的场地状况而感到憎恶，有时蓝波甚至不得不将球队转移至附近的体育场开展训练，以防止球员受伤。
与此同时，随着唐·哈森的退休，包装工在球场上的表现开始明显下滑，直至1948年迎来了历史上第二个失败赛季。1949年，包装工的战绩跌入谷底，他们整个赛季只赢了两场比赛，其中一部分原因是蓝波拒绝放弃他在圣母大学爱尔兰战士橄榄球队期间所学到的所谓“圣母盒子”阵型；在大多数球队都开始采用T字阵型后很长时间，包装工仍坚持使用这种单翼阵型的变体。
包装工的财务状况也因为对洛克伍德山庄的收购而出现危机。1949年，蓝波基本上交出了球队的控制权，自己则专注于球队的财务状况，但即便减少球队工资和他自己的薪水也不足以止血；到赛季结束时，包装工队已经泥足深陷，濒临破产。急需资金的蓝波找到了投资者，但后者的条件是必须要废除当时球队独一无二的公有制结构。这一条件在绿湾被视为异端邪说，并引发了包装工队将要解散或被迫迁往美国西岸的传言。
为了应对危机，球队的工作人员向蓝波提出了一份修改后的合同，合同几乎完全剥夺了他对非橄榄球事务的控制权。蓝波几乎立刻拒绝了这一提议，这实际上结束了他在自己一手创建的球队中长达31年的掌舵生涯。1950年1月，蓝波呕心沥血打造的洛克伍德山庄在一场大火中被烧毁，火灾的保险金一举缓解了包装工的财务困境，并确保他们可以继续留在绿湾。火灾发生7天后的1950年2月1日，蓝波正式辞职，离开了绿湾包装工队。

#### 芝加哥红雀
从包装工队辞职后，蓝波加入了芝加哥红雀担任主教练。在担任教练的同时，蓝波还被任命为球队副主席，并给予了他如先前在包装工时一样对全队的控制权。1950赛季，红雀队以5胜7负的战绩结束，无缘季后赛。1951赛季，蓝波和红雀队的战绩更加糟糕，最终以3胜9负的战绩再次无缘季后赛。已经丧失了更衣室支持的蓝波在赛季中离任。

#### 华盛顿红皮
蓝波在1952年和1953年执教了华盛顿红皮两个赛季。1954年8月，蓝波在萨克拉门托的参议员酒店大厅同华盛顿红皮的老板乔治·普雷斯顿·马歇尔爆发了激烈争吵，随后马歇尔当场解雇了蓝波。

## 逝世
蓝波在1965年6月1日在斯特金贝因心脏病发逝世，享年67岁。当时，蓝波在等待陪女友玛丽·简·范·杜伊斯约会时，他从新买的红色凯迪拉克敞篷车上走下来，帮玛丽·简的父亲割草，随后突然倒地不起。玛丽·简是绿湾包装工啦啦队的成员。

## 评价

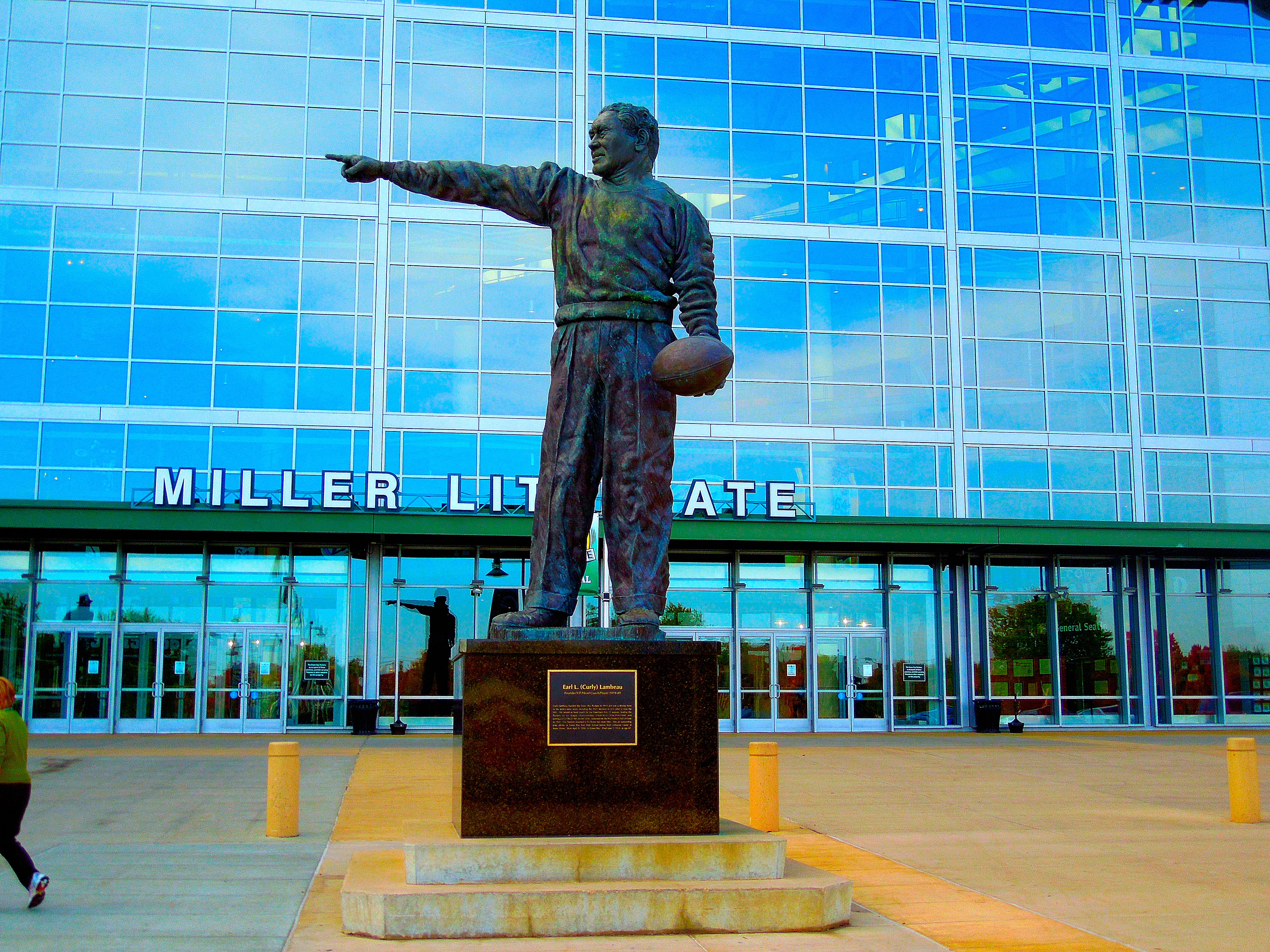
蓝波球场外的蓝波雕像

蓝波对包装工意味深远，并在绿湾具有崇高的威望。早年间，在联合创始人卡尔霍恩和由当地几名商人组成的“饥饿五人组”的帮助下，蓝波成功将包装工队留在了绿湾，并多次帮助包装工队度过财政危机。1965年，在他去世两个月后，位于绿湾的“新城市球场”被更名为蓝波球场以示纪念。如今，蓝波球场已成为当地一个标志性的设施，绿湾包装工和周边社区一直在对球场进行改造，而没有选择建造新的球场。蓝波球场的名字与球场紧密相连，包装工队没有出售球场的冠名权，而是选择出售各个入口的冠名权。2003年球场翻修期间，包装工队在球场入口处树立了一座高约14英尺（4.3）的蓝波雕像。
作为球员和教练，蓝波开创了日常训练、向前传球、传球阵型和战术设计以及让球队乘坐飞机飞赴客场比赛的先河。他连续三个赛季入选NFL第二阵容（1922年至1924年），并入选1920年代NFL最佳阵容。作为最后一批球员兼教练之一，他带领包装工队赢得了200多场胜利，夺得6次NFL冠军，并执教过多名未来的职业美式足球名人堂球员。他是第一位带队取得NFL三连冠的教练（1929至1931年），这一壮举只有后来的包装工队主帅文斯·隆巴迪在1965至1967年成功复制。1961年，蓝波入选威斯康星体育名人堂；1963年，他入选首届职业美式足球名人堂；1970年，蓝波入选首届绿湾包装工名人堂。

## 执教战绩
| 球队                 | 赛季                 | 常规赛 | 常规赛 | 常规赛 | 常规赛 | 常规赛        | 季后赛 | 季后赛 | 季后赛 | 季后赛                      |
| 球队                 | 赛季                 | 胜     | 负     | 平     | 胜率%  | 最终排名      | 胜     | 负     | 胜率%  | 最终战绩                    |
| -------------------- | -------------------- | ------ | ------ | ------ | ------ | ------------- | ------ | ------ | ------ | --------------------------- |
| 绿湾包装工           | 1921赛季             | 3      | 2      | 1      | .600   | 第6名         | –      | –      | –      | –                           |
| 绿湾包装工           | 1922赛季             | 4      | 3      | 3      | .571   | 第7名         | –      | –      | –      | –                           |
| 绿湾包装工           | 1923赛季             | 7      | 2      | 1      | .778   | 第3名         | –      | –      | –      | –                           |
| 绿湾包装工           | 1924赛季             | 7      | 4      | 0      | .636   | 第6名         | –      | –      | –      | –                           |
| 绿湾包装工           | 1925赛季             | 8      | 5      | 0      | .615   | 第9名         | –      | –      | –      | –                           |
| 绿湾包装工           | 1926赛季             | 7      | 3      | 3      | .700   | 第5名         | –      | –      | –      | –                           |
| 绿湾包装工           | 1927赛季             | 7      | 2      | 1      | .778   | 第2名         | –      | –      | –      | –                           |
| 绿湾包装工           | 1928赛季             | 6      | 4      | 3      | .600   | 第4名         | –      | –      | –      | –                           |
| 绿湾包装工           | 1929赛季             | 12     | 0      | 1      | 1.000  | 第1名         | –      | –      | –      | NFL冠军                     |
| 绿湾包装工           | 1930赛季             | 10     | 3      | 1      | .769   | 第1名         | –      | –      | –      | NFL冠军                     |
| 绿湾包装工           | 1931赛季             | 12     | 2      | 0      | .857   | 第1名         | –      | –      | –      | NFL冠军                     |
| 绿湾包装工           | 1932赛季             | 10     | 3      | 1      | .769   | 第2名         | –      | –      | –      | –                           |
| 绿湾包装工           | 1933赛季             | 5      | 7      | 1      | .417   | 西区第3名     | –      | –      | –      | –                           |
| 绿湾包装工           | 1934赛季             | 7      | 6      | 0      | .538   | 西区第3名     | –      | –      | –      | –                           |
| 绿湾包装工           | 1935赛季             | 8      | 4      | 0      | .667   | 西区第2名     | –      | –      | –      | –                           |
| 绿湾包装工           | 1936赛季             | 10     | 1      | 1      | .909   | 西区第1名     | 1      | 0      | 1.000  | 在NFL冠军赛中战胜波士顿红皮 |
| 绿湾包装工           | 1937赛季             | 7      | 4      | 0      | .636   | 西区第2名     | –      | –      | –      | –                           |
| 绿湾包装工           | 1938赛季             | 8      | 3      | 0      | .727   | 西区第1名     | 0      | 1      | .000   | 在NFL冠军赛中不敌纽约巨人   |
| 绿湾包装工           | 1939赛季             | 9      | 2      | 0      | .818   | 西区第1名     | 1      | 0      | 1.000  | 在NFL冠军赛中战胜纽约巨人   |
| 绿湾包装工           | 1940赛季             | 6      | 4      | 1      | .600   | 西区第2名     | –      | –      | –      | –                           |
| 绿湾包装工           | 1941赛季             | 10     | 1      | 0      | .919   | 西区并列第1名 | 0      | 1      | .000   | 在西区季后赛中不敌芝加哥熊  |
| 绿湾包装工           | 1942赛季             | 8      | 2      | 1      | .800   | 西区第2名     | –      | –      | –      | –                           |
| 绿湾包装工           | 1943赛季             | 7      | 2      | 1      | .778   | 西区第2名     | –      | –      | –      | –                           |
| 绿湾包装工           | 1944赛季             | 8      | 2      | 0      | .800   | 西区第1名     | 1      | 0      | 1.000  | 在NFL冠军赛中战胜纽约巨人   |
| 绿湾包装工           | 1945赛季             | 6      | 4      | 0      | .600   | 西区第3名     | –      | –      | –      | –                           |
| 绿湾包装工           | 1946赛季             | 6      | 5      | 0      | .545   | 西区第3名     | –      | –      | –      | –                           |
| 绿湾包装工           | 1947赛季             | 6      | 5      | 1      | .545   | 西区第3名     | –      | –      | –      | –                           |
| 绿湾包装工           | 1948赛季             | 3      | 9      | 0      | .250   | 西区第4名     | –      | –      | –      | –                           |
| 绿湾包装工           | 1949赛季             | 2      | 10     | 0      | .167   | 西区第5名     | –      | –      | –      | –                           |
| 绿湾包装工时期总战绩 | 绿湾包装工时期总战绩 | 209    | 104    | 21     | .631   |               | 3      | 2      | .600   |                             |
| 芝加哥熊             | 1950赛季             | 5      | 7      | 0      | .417   | 美联第5名     | –      | –      | –      | –                           |
| 芝加哥熊             | 1951赛季             | 2      | 8      | 0      | .200   | 美联第5名     | –      | –      | –      | –                           |
| 芝加哥熊时期总战绩   | 芝加哥熊时期总战绩   | 7      | 15     | 0      | .318   |               | –      | –      | –      |                             |
| 华盛顿红皮           | 1952赛季             | 4      | 8      | 0      | .333   | 美联第5名     | –      | –      | –      | –                           |
| 华盛顿红皮           | 1953赛季             | 6      | 5      | 1      | .545   | 美联第3名     | –      | –      | –      | –                           |
| 华盛顿红皮时期总战绩 | 华盛顿红皮时期总战绩 | 10     | 13     | 1      | .435   |               | –      | –      | –      |                             |
| 总战绩               | 总战绩               | 226    | 132    | 22     | .631   |               | 3      | 2      | .600   |                             |